# Carmela Cantisani
Carmela Cantisani (...) è un'ex sciatrice alpina italiana non vedente, vincitrice di una medaglia paralimpica e di tre medaglie d'oro mondiali.

## Biografia
Ai Mondiali di Sälen 1986 vinse la medaglia d'oro in tutte e tre le gare in programma (discesa libera, slalom gigante e combinata); due anni dopo rappresentò l'Italia ai IV Giochi paralimpici invernali di Innsbruck 1988, dove vinse la medaglia di bronzo nella discesa libera (unico podio femminile italiano in quella rassegna paralimpica) e non completò lo slalom gigante.

## Palmarès

### Paralimpiadi
- 1 medaglia[3]:
  - 1 bronzo (discesa libera a Innsbruck 1988)

### Mondiali
- 3 medaglie[1]:
  - 3 ori (discesa libera, slalom gigante, combinata a Sälen 1986)